# Фоборг-Миттфюн
Фоборг-Миттфюн (дат. Faaborg-Midtfyn Kommune) — датская коммуна в составе области Южная Дания. Площадь — 637,42 км², что составляет 1,48 % от площади Дании без Гренландии и Фарерских островов. Численность населения на 1 января 2008 года — 51950 чел. (мужчины — 25965, женщины — 25985; иностранные граждане — 1379).

## История
Коммуна была образована в 2007 году из следующих коммун:
- Бробю (Broby)
- Фоборг (Faaborg)
- Ринге (Ringe)
- Рюслинге (Ryslinge)
- Орслев (Årslev)

## Железнодорожные станции
- Орслев (Årslev)
- Кверннруп (Kværndrup)
- Педерструп (Pederstrup)
- Ринге (Ringe)
- Рудме (Rudme)

## Изображения

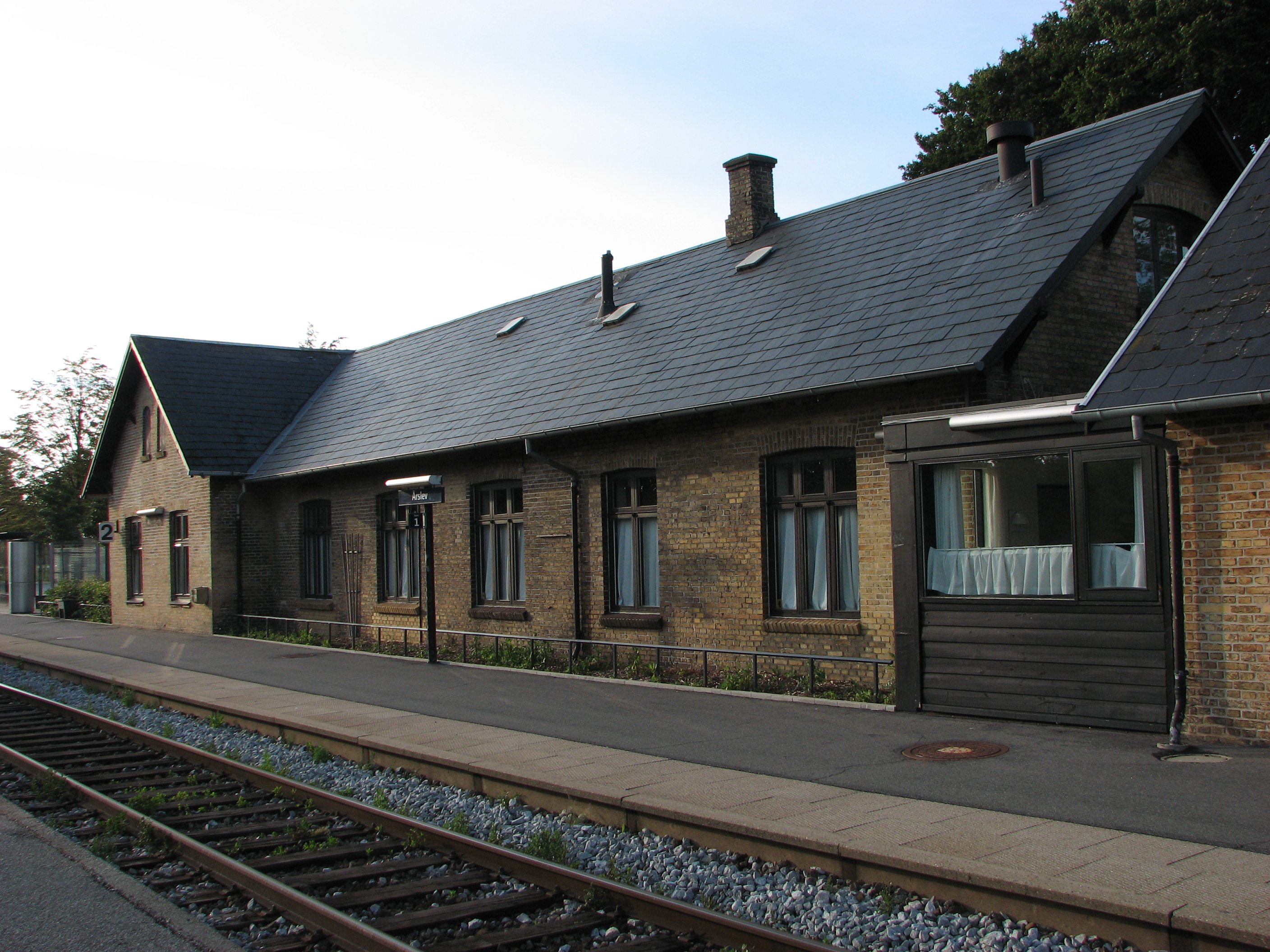
Орслев
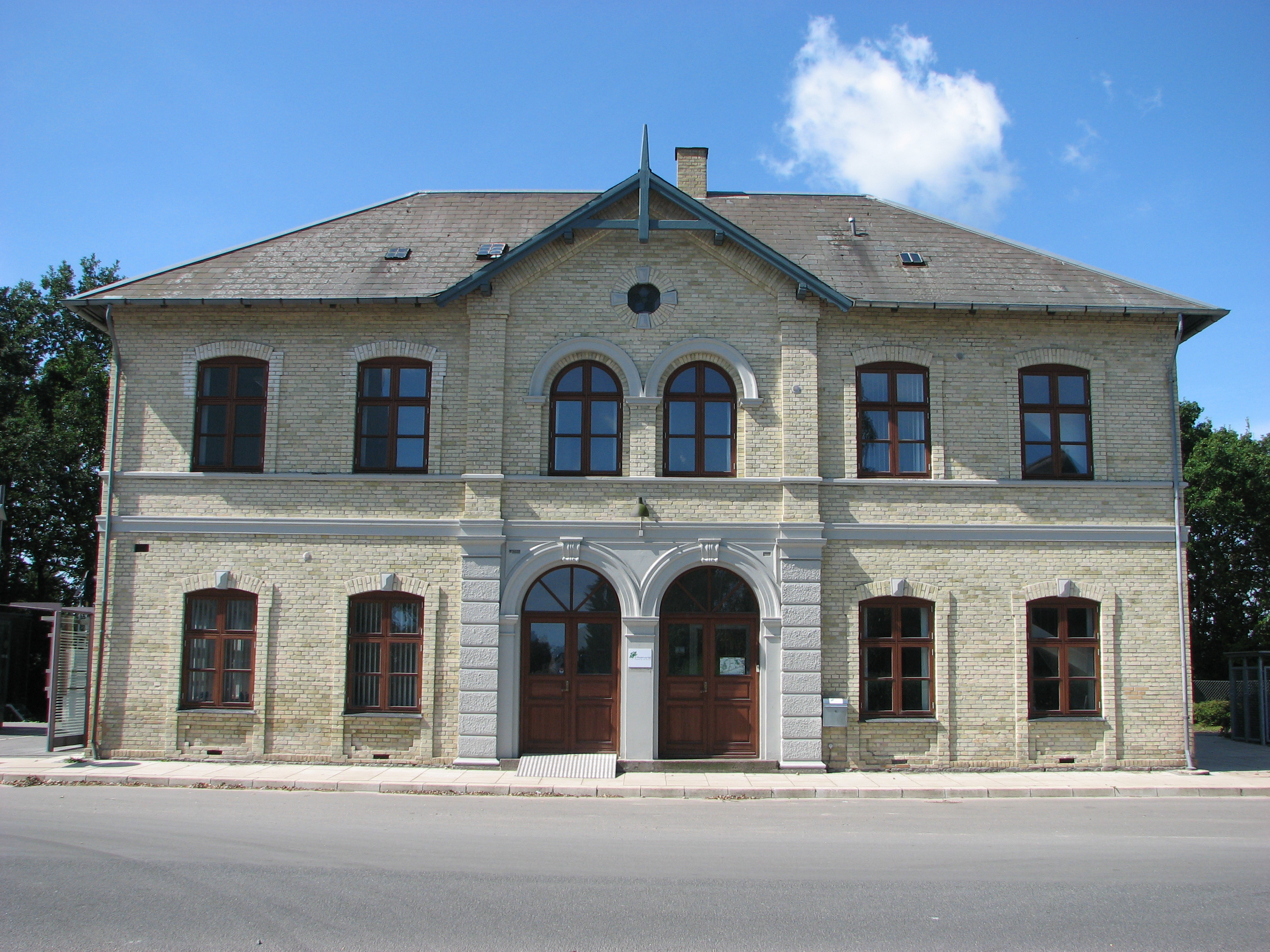
Кверннруп
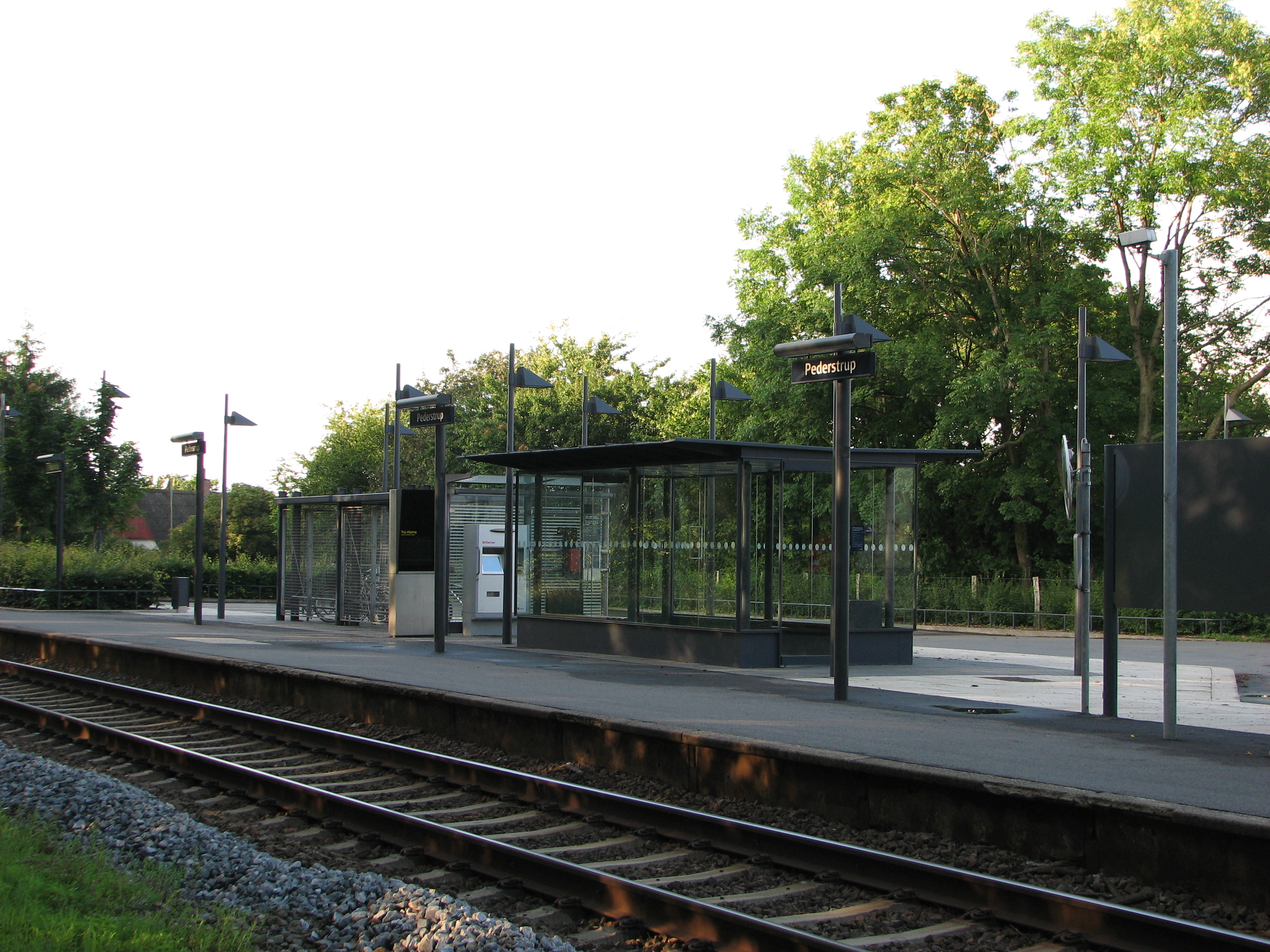
Педерструп
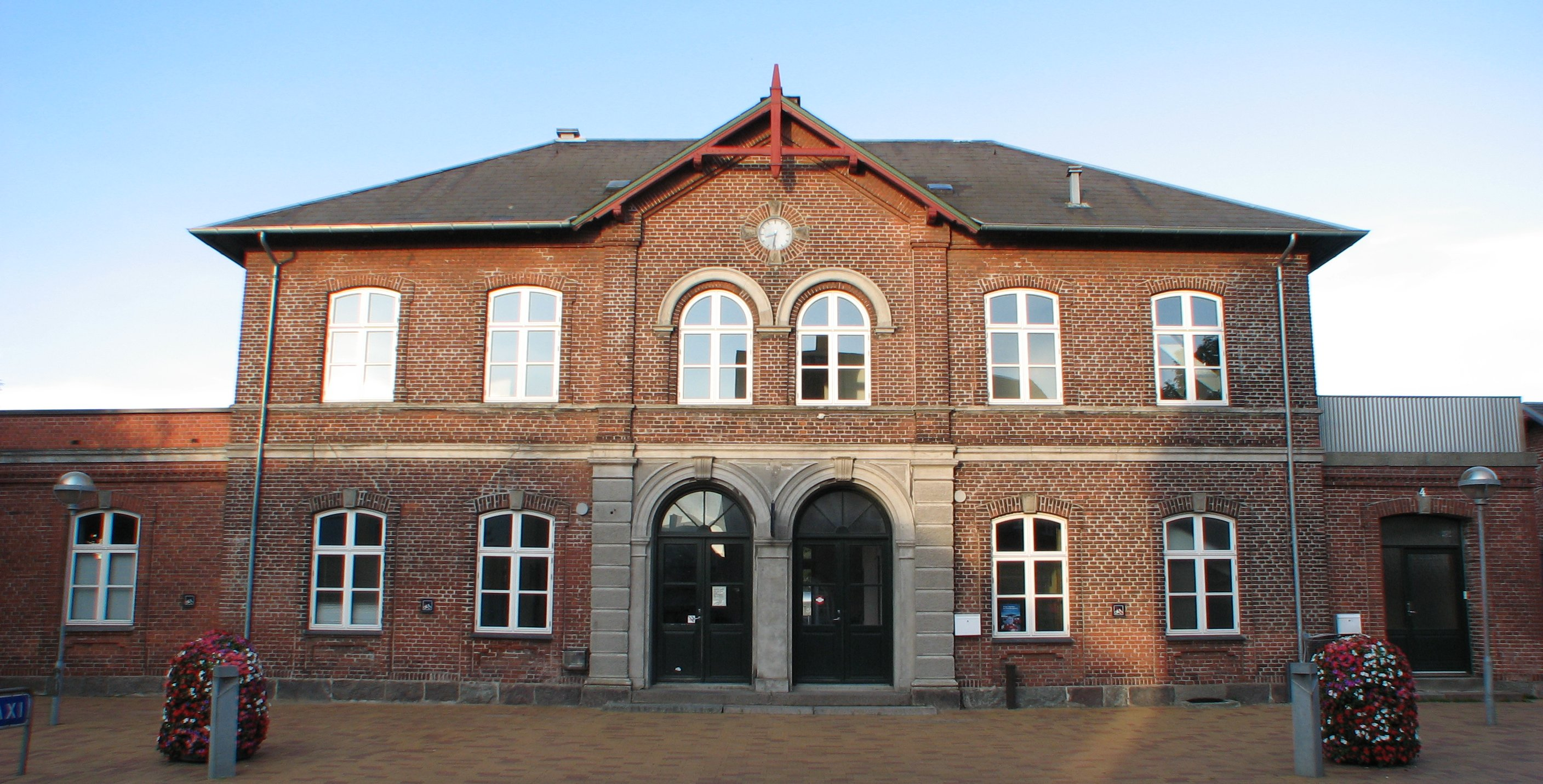
Ринге
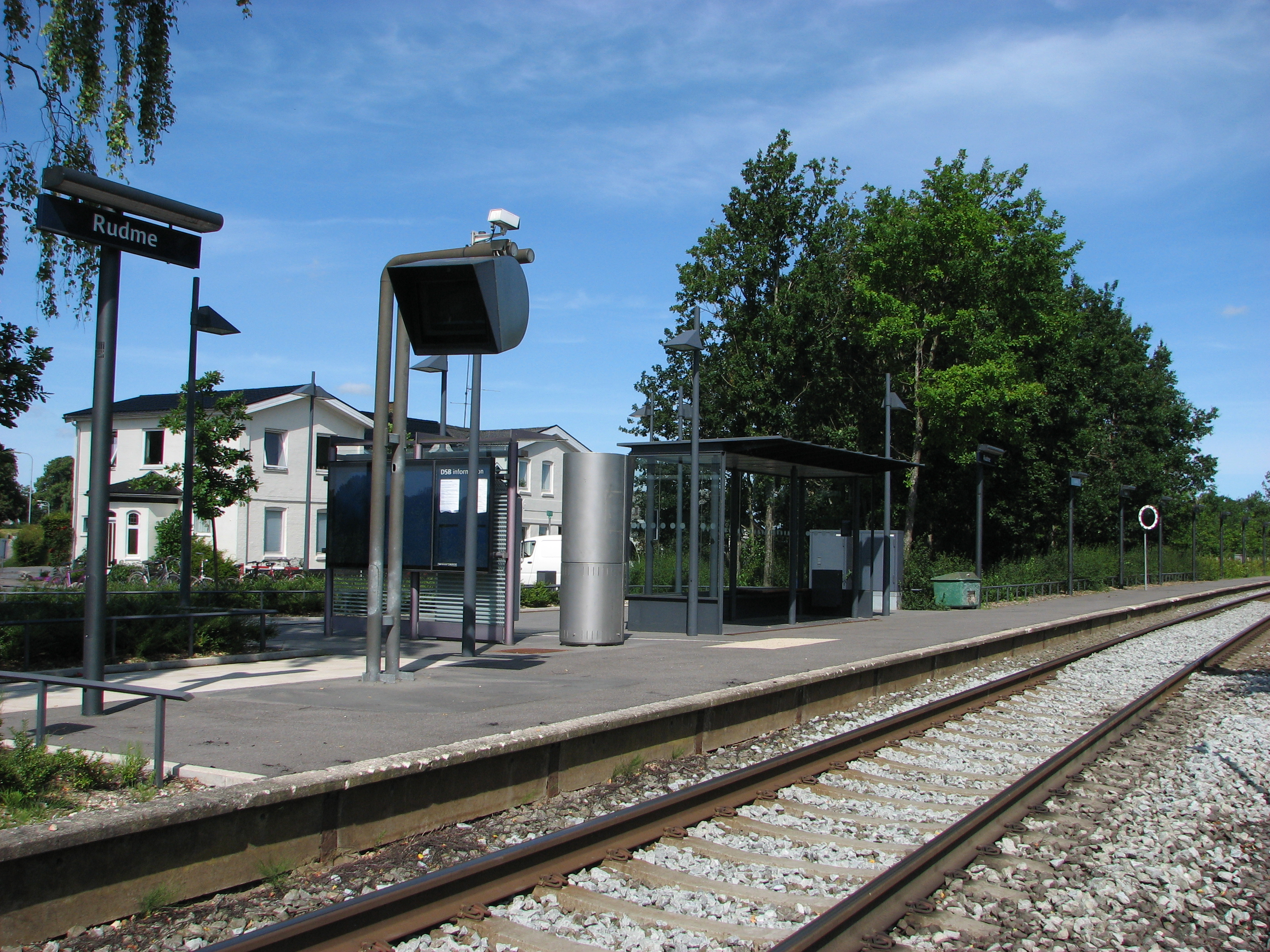
Рудме
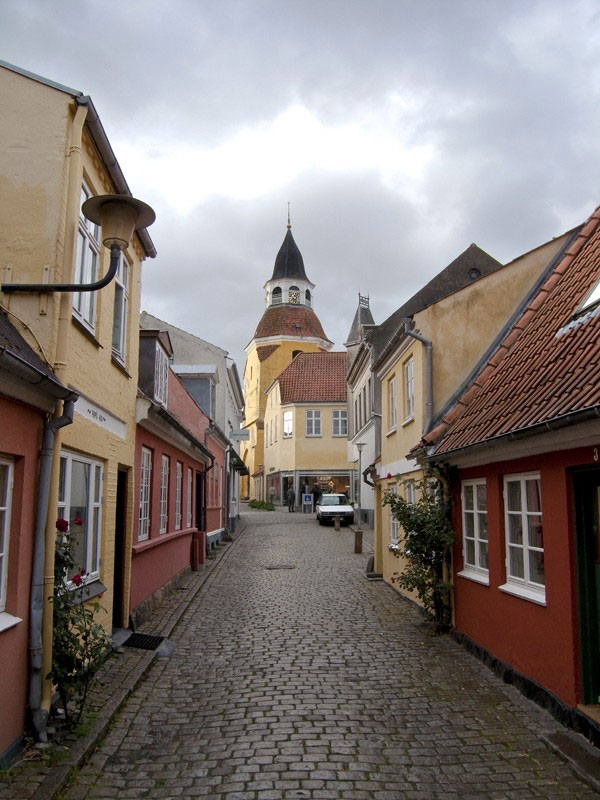
Виды города
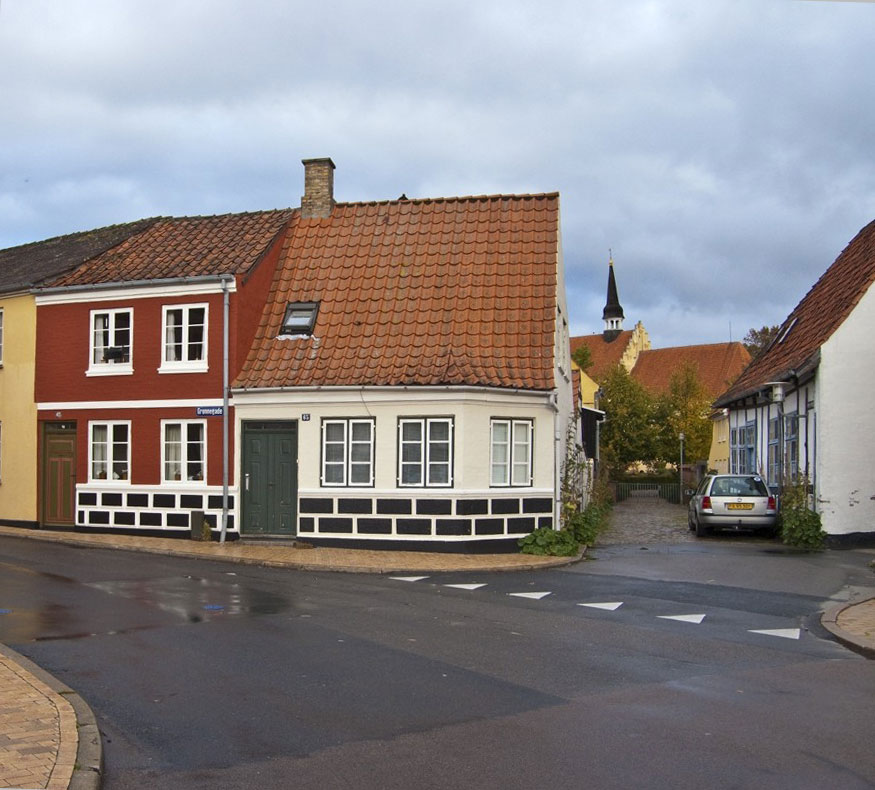
Виды города